# CLEC9A
CLEC9A (англ. C-type lectin domain containing 9A) – білок, який кодується однойменним геном, розташованим у людей на короткому плечі 12-ї хромосоми. Довжина поліпептидного ланцюга білка становить 241 амінокислот, а молекулярна маса — 27 324.
| 10         |  | 20         |  | 30         |  | 40         |  | 50         |
| ---------- |  | ---------- |  | ---------- |  | ---------- |  | ---------- |
| MHEEEIYTSL |  | QWDSPAPDTY |  | QKCLSSNKCS |  | GACCLVMVIS |  | CVFCMGLLTA |
| SIFLGVKLLQ |  | VSTIAMQQQE |  | KLIQQERALL |  | NFTEWKRSCA |  | LQMKYCQAFM |
| QNSLSSAHNS |  | SPCPNNWIQN |  | RESCYYVSEI |  | WSIWHTSQEN |  | CLKEGSTLLQ |
| IESKEEMDFI |  | TGSLRKIKGS |  | YDYWVGLSQD |  | GHSGRWLWQD |  | GSSPSPGLLP |
| AERSQSANQV |  | CGYVKSNSLL |  | SSNCSTWKYF |  | ICEKYALRSS |  | V          |

A: Аланін

C: Цистеїн

D: Аспарагінова кислота

E: Глутамінова кислота

F: Фенілаланін

G: Гліцин

H: Гістидин

I: Ізолейцин

K: Лізин

L: Лейцин

M: Метіонін

N: Аспарагін

P: Пролін

Q: Глутамін

R: Аргінін

S: Серин

T: Треонін

V: Валін

W: Триптофан

Кодований геном білок за функцією належить до рецепторів. 
Задіяний у такому біологічному процесі, як ендоцитоз. 
Білок має сайт для зв'язування з лектинами. 
Локалізований у мембрані.